# 安休寺 (西尾市)
安休寺（あんきゅうじ）は、愛知県西尾市一色町にある真宗大谷派の寺院。山号は南潮山。

## 由緒
正平12年（1357年）、一色有義が父である吉良満義の菩提を弔うため創建したと伝わる。境内奥に満義・有義親子の墓のほか、境内隣に一色氏発祥之地の石碑がある。また、安休寺は日本初の幼稚園（現・お茶の水女子大学附属幼稚園）を創立した関信三の生誕地でもある。
　

## ギャラリー

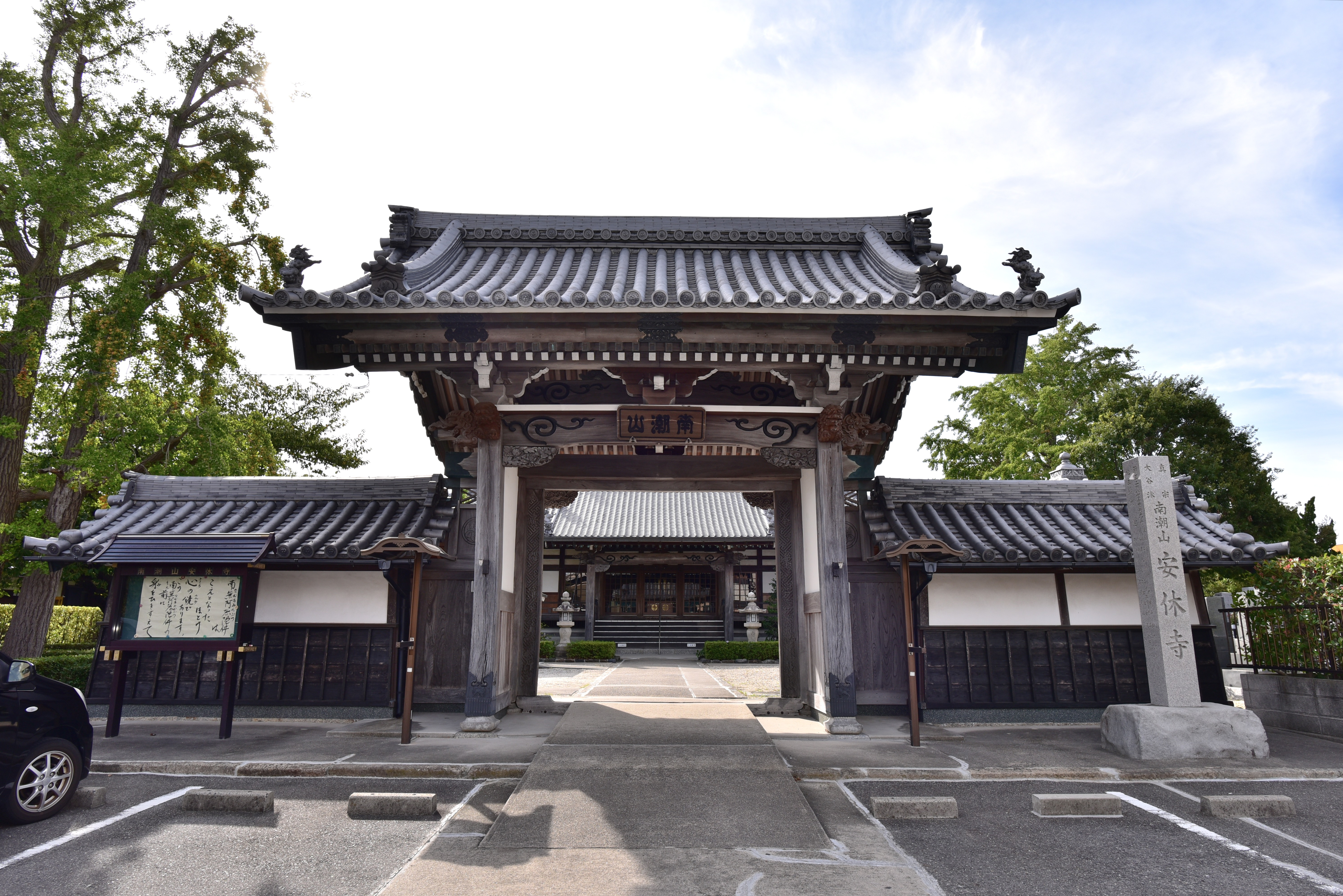
山門
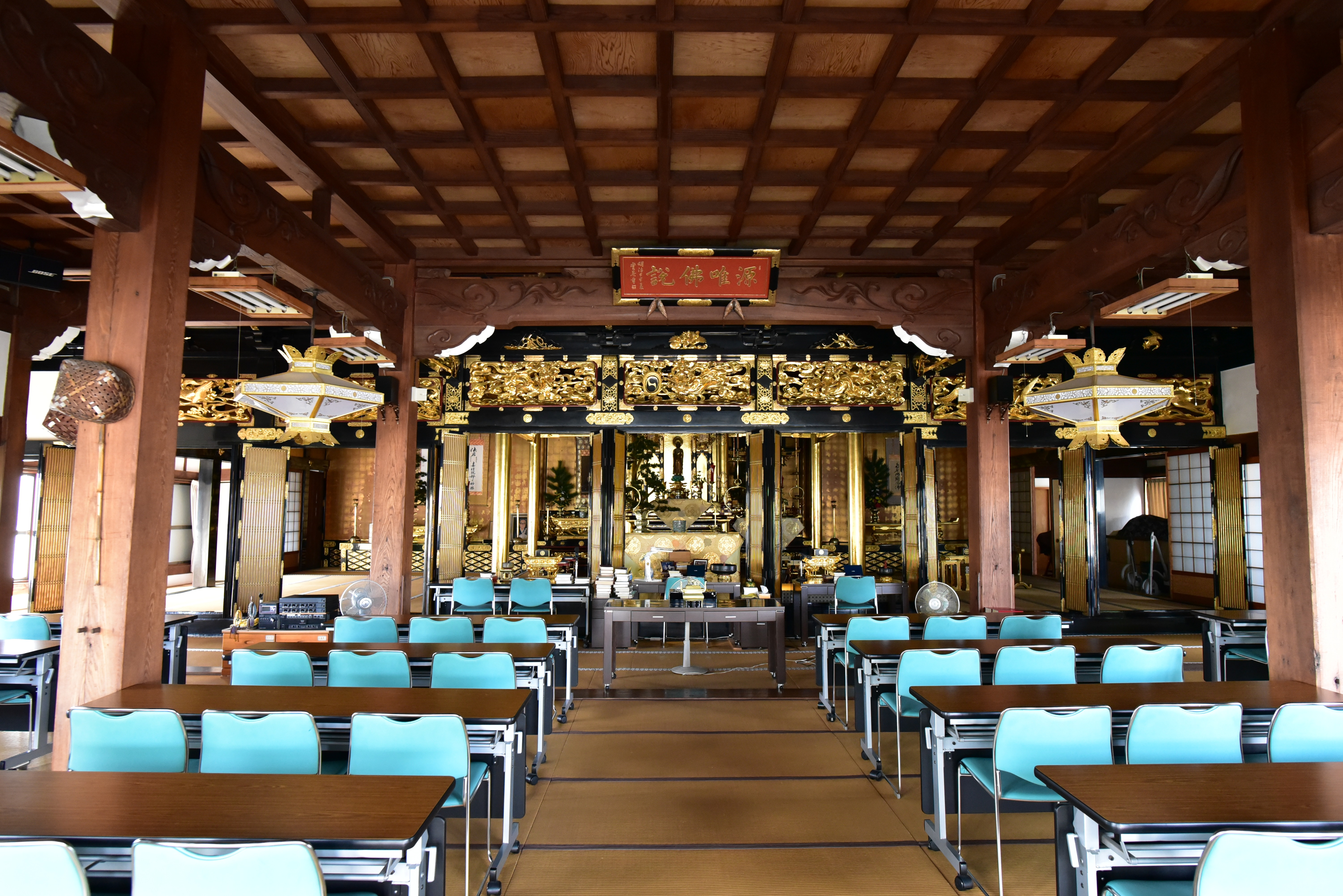
本堂内陣
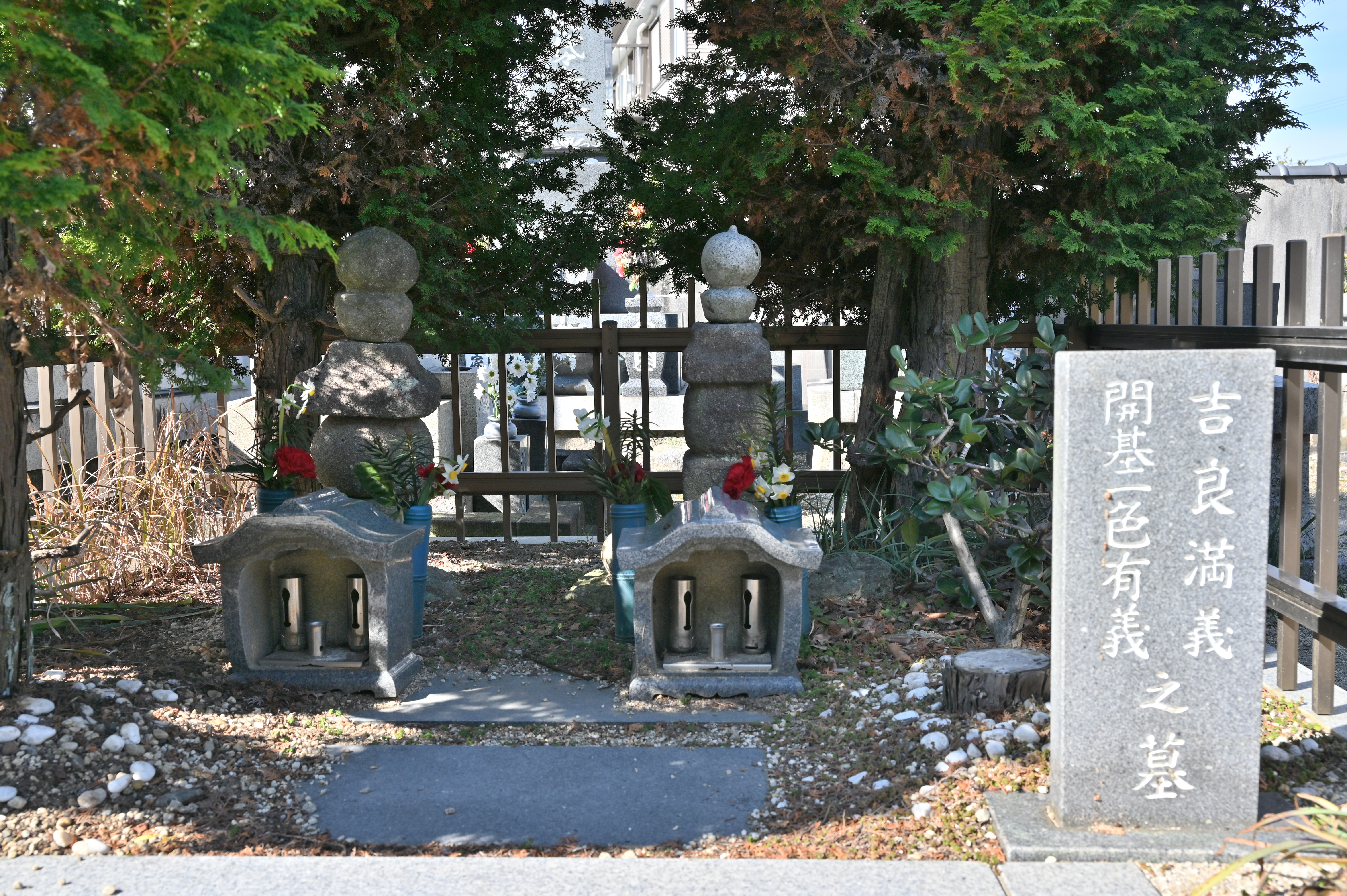
一色有義と吉良満義の墓
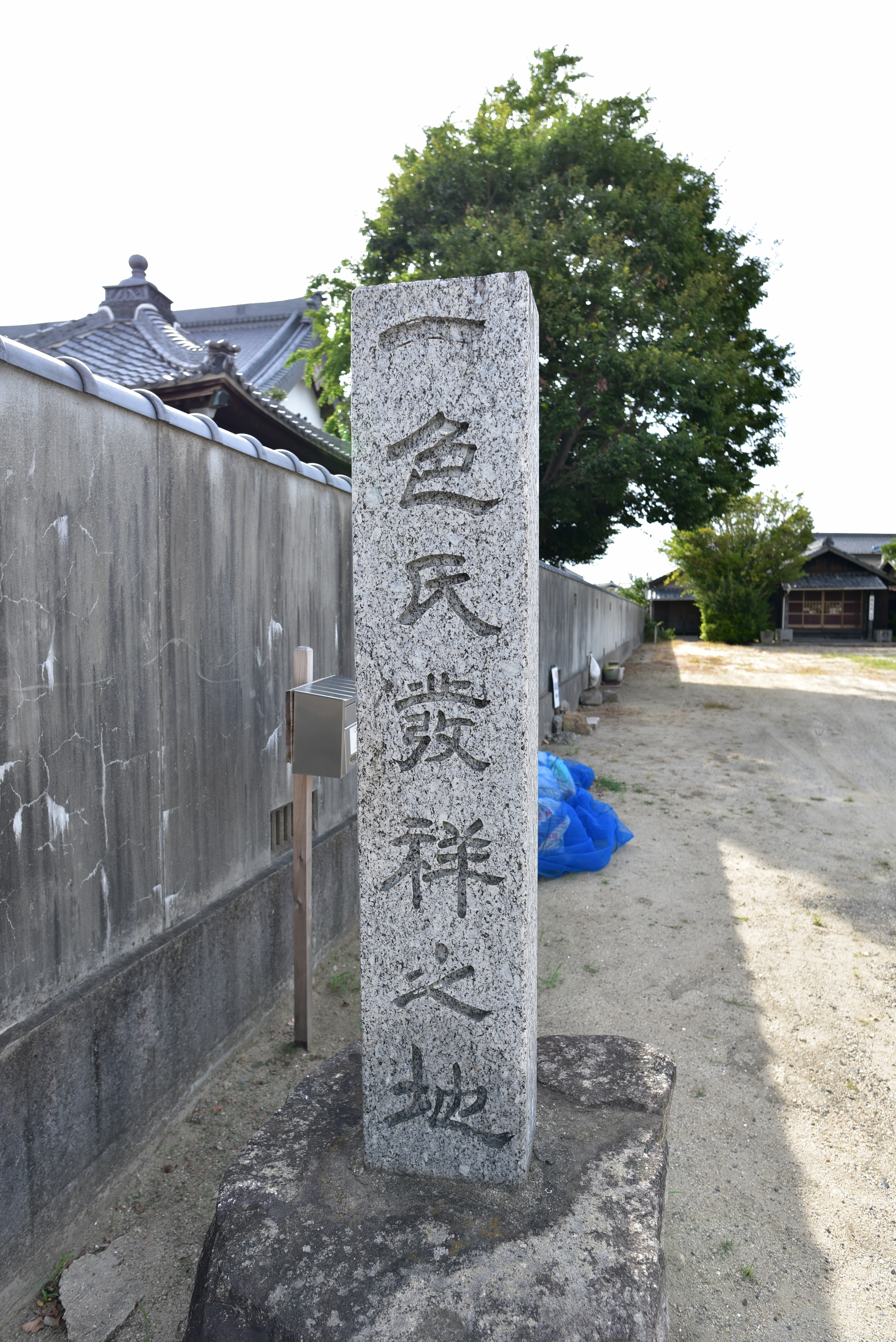
一色氏発祥之地碑